# Liberté
『liberté』（リベルテ）は、岡村孝子の通算3作目のオリジナル・アルバム。1987年7月5日発売。発売元はファンハウス（現・ソニー・ミュージックレーベルズ）。

## 解説
- LP・カセットテープのみのリリースだった企画盤『Andantino』（1986年11月29日）、同じくCDのみのリリースだった企画盤『Andantino a tempo』（1987年2月4日）を挟んでリリースされた、3枚目のオリジナル・アルバム。
- 6枚目のシングルとして、収録曲の「迷路」が本アルバムと同時発売された。シングルB面曲も同じく収録曲の「電車」であるが、この「電車」は、リミックスが施された上であらためて7枚目のシングルA面曲としても発売された。
- 5枚目のシングルとして上記アルバム『Andantino a tempo』と同時発売された「夢をあきらめないで」が本作品にも収録された[1]。
- 特徴としては、内面的な心情を歌った楽曲が多く、他作品と比べてやや重めなアルバムと云えるが人気は高い。また、岡村のアルバムでは唯一、レコーディングにシンクラヴィア（電子楽器）が使用された。
- 本アルバムが発表された1987年は、作品集『Andantino a tempo』、恒例シリーズ化したセレクション・アルバムの第1弾『After Tone』、そして本作品と計3枚の作品がリリースされている。
- 結果的に、次の4thアルバム『SOLEIL』がオリコンアルバムヒットチャートで1位を獲得するに至る、下地となったと云える。
- 規格品番はCDが32FD-1067（3200円→2920円）。ミュージック・テープが28FC-2100（2800円→2560円）。いずれも価格税別。
- CD、テープとも販売元が東芝EMIから完全にファンハウスに移った際、1989年4月の消費税導入に伴い価格が値下げされた。
- 東芝EMIのアイデンティティである赤黄緑の帯が消滅し、背ラベルは新調され、カセットハーフがブラックからホワイト、カセットラベルが黄色からライトグリーンに変更。
- ドルビーB NRや録音内容は同一である。
- 2001年6月20日、価格を改定したリニューアル盤が再発売された（規格品番：FHCF-2513）。
- このアルバムから1992年発売の「mistral」まで、オリジナルアルバムのタイトルはフランス語で付けられている[2]。

## 収録曲
全作詞・作曲: 岡村孝子
編曲: 田代修二 M-1・4・6・8・9 、萩田光雄 M-2・3・5・7
1. リベルテ（5:14）
  - 7thシングル「電車 （Remix Version）」のB面曲としてシングルカットされた。
2. 迷路（4:56）
  - 6thシングル。シングル曲ながら、ベスト盤等他のアルバムに一切収録されていない。
3. 電車（5:42）
  - 6thシングル「迷路」のB面になったのち、別ミックスでシングルA面として再リリースされた。
4. ついてない（5:32）
  - 何をしてもうまくいかない、という心情を描いた楽曲。
5. 五月の晴れた空（4:44）
6. 秋の日の夕暮れ（4:38）
  - 「夏の日の午後」（4thシングル）・「クリスマスの夜」（10thシングル）と姉妹関係にある楽曲。
7. 私はここにいる（4:11）
  - バロック音楽風のアレンジが特徴。
8. 夢をあきらめないで（4:41）
  - 5thシングルとして、企画アルバム『Andantino a tempo』と同時発売された。
  - テレビ朝日系『熱闘甲子園』挿入歌をはじめ、複数のタイアップがある（『TOY BOX』参照）。
9. 月が泣いた夜（4:27）
  - 初期のコンサートで比較的よく取り上げられた曲。
  - ライヴビデオ（DVD）『Encore I』では、歌詞を間違えた演奏がそのまま収録されている。

## 関連作品
- リベルテ
  - After Tone
  - 岡村孝子ベスト SUPER BEST 2000
- 電車
  - After Tone
  - Ballade
  - HISTOIRE
  - 岡村孝子ベスト SUPER BEST 2000
  - DO MY BEST
  - TOY BOX
- 五月の晴れた空
  - Ballade
- 秋の日の夕暮れ
  - Ballade
  - 夢をあきらめないで（アルバム）
- 私はここにいる
  - 夢をあきらめないで（アルバム）
- 夢をあきらめないで
  - Andantino a tempo
  - After Tone
  - HISTOIRE
  - 夢をあきらめないで（アルバム）
  - 岡村孝子ベスト SUPER BEST 2000
  - DO MY BEST
  - TOY BOX
  - Best★BEST 岡村孝子
- 月が泣いた夜
  - 夢をあきらめないで（アルバム）